# Pseudorhynchus annulatus
Pseudorhynchus annulatus är en insektsart som beskrevs av Heinrich Hugo Karny 1907. Pseudorhynchus annulatus ingår i släktet Pseudorhynchus och familjen vårtbitare. Inga underarter finns listade i Catalogue of Life.